# Virgil Kinzel
Virgil Kinzel OSB (* 1. September 1910 in Komorau; † 15. Dezember 1998 in Mallersdorf) war Abt des Klosters Rohr.

## Leben
Rudolf Kinzel, so der Geburtsname, wurde in Komorau im Bezirk Troppau geboren. Es folgte der Eintritt in die Benediktinerabtei Braunau und ein anschließendes Theologiestudium in Olmütz, Salzburg und an der Deutschen Universität Prag. Im Jahr 1935 wurde er zum Priester geweiht. Am hauseigenen Stiftsgymnasium war er als Religionslehrer und Musikerzieher tätig. Des Weiteren war Virgil Kinzel der Leiter der »Volksliturgischen Arbeitsgemeinschaft« und Schriftleiter der Zeitschrift »Liturgie und Pfarrgemeinde« (1936–1938). 1942 wurde er zum Kriegsdienst eingezogen, wo er in Gefangenschaft geriet, aus der er 1946 entlassen wurde. Nach der Vertreibung aus der Tschechoslowakei kam er mit seinem Konvent in das säkularisierte Kloster Rohr. In Rohr in Niederbayern war er bis 1960 Kaplan sowie Jugend- und Standesseelsorger und Kolpingbezirkspräses. Von 1964 bis 1979 wirkte er als Rektor im Internat des Johannes-Nepomuk-Gymnasiums. Am 7. Juni 1969 wurde Virgil Kinzel zum 2. Abt von Braunau in Rohr gewählt. Das Kloster leitete er bis zum 15. März 1988. Er starb Jahr 1998 in Mallersdorf.